# Wust-Fischbeck
Wust-Fischbeck é um município da Alemanha, situado no distrito de Stendal, no estado de Saxônia-Anhalt. Tem 68,18 km² de área, e sua população em 2019 foi estimada em 1.228 habitantes.